# 2161 Ґріссом
2161 Ґріссом (2161 Grissom) — астероїд головного поясу, відкритий 17 жовтня 1963 року.
Тіссеранів параметр щодо Юпітера — 3,316.